# Dicranomyia muscosa
Dicranomyia muscosa är en tvåvingeart som beskrevs av Günther Enderlein 1912. Dicranomyia muscosa ingår i släktet Dicranomyia och familjen småharkrankar.
Artens utbredningsområde är Ecuador. Inga underarter finns listade i Catalogue of Life.